# Maïlys Borak
Pour les articles homonymes, voir Borak.
Pas d'image ? Cliquez ici

a Compétitions nationales et continentales officielles uniquement.

b Matchs officiels uniquement.
Dernière mise à jour le 22 nov 2023.
Maïlys Borak, également parfois nommée Maïlys Mailagi, née le 12 janvier 2004, est une joueuse française de rugby à XV et de rugby à XIII évoluant au poste de pilier au Stade bordelais.
Avec son club du Stade bordelais, elle est triple championne de France (2023, 2024 et 2025).

## Biographie
Maïlys Borak naît le 12 janvier 2004. Elle est originaire de l'île française Wallis par sa mère.
Elle commence le rugby par le jeu à XIII au club Marseille XIII Avenir à l'âge de 10 ans. Elle remporte avec son équipe trois titres de championne de France, catégorie minimes-cadettes[source insuffisante]. En 2019, avec 4 essais, elle offre permet la victoire de son équipe en catégorie U17.  
En 2018, elle intègre le pôle espoir de Salon-de-Provence.  
En 2019, année où elle est élue « Meilleure joueuse française de l'année » par le site Treize Mondial, Maïlys Borak rejoint les Déesses catalanes de Saint-Estève. Au sein de cette équipe elle remporte deux titres de championne de France[réf. nécessaire].  
En 2022, elle participe à la Coupe du monde féminine de rugby à XIII à York en Angleterre, affrontant notamment les équipes de Nouvelle-Zélande, d'Australie et des Îles Cook. Quelque mois plus tard, toujours sous les couleurs de la France elle joue contre la Serbie. 
En parallèle, elle commence en 2019 le rugby à XV au Rugby club toulonnais. Elle remporte avec son équipe un nouveau titre de championne de France[réf. nécessaire]. Appelée dans l'équipe de France des moins de dix-huit ans, elle participe à des victoires contre l'Italie[Quand ?] puis en 2022 contre l'Irlande et l'Angleterre au tournoi des Six Nations U18[réf. nécessaire]. 
Durant l'automne 2022, elle intègre l'effectif du Stade bordelais. Convoquée en équipe de France des moins de vingt ans cette même année, elle porte pour la première fois leurs couleurs lors d'un match ou les Bleuettes défont l'équipe d'Angleterre en avril 2023.
Avec les Lionnes du Stade bordelais, elle remporte le Championnat de France Élite 1 2022-2023 : elle participe notamment à la finale victorieuse des Lionnes contre le club de Blagnac rugby féminin le 10 juin 2023, qui clôt une saison de douze victoires en treize matchs. En 2024 elle contribue à la reconquête du titre par le Stade bordelais après avoir participé à onze des treize rencontres du championnat 2023-2024, dont les trois matchs de la phase finale,. L'exploit est renouvelé l'année suivante, le 31 mai 2025, après une victoire en finale contre le Stade toulousain pour le Championnat de France.

## Palmarès

### En club
- Championne de France Rugby XIII minimes-cadette 2016-2017
- Championne de France Rugby XIII minimes-cadette 2017-2018
- Championne de France Rugby XIII minimes-cadette 2018-2019
- Élue meilleure joueuse française par Treize Mondial en 2019
- Double victoire au festival national d’Édimbourg, en avril 2022
- Vainqueur du Championnat de France en 2023, 2024 et 2025.